# Олимпийски спорт
Олимпийски спортове са спортове, по които се провеждат състезания по време на олимпийски игри.
Летните игри през 2012 г. включват 26 вида спорт. На Игрите през 2016 г. ще бъдат включени още 2.  Зимните игри през 2014 ще включват седем вида спорт.  Всеки олимпийски спорт се представлява от съответната международна федерация.
Международният олимпийски комитет (МОК) определя йерархията на видовете и подвидовете спорт както и дисциплините по които ще се провеждат състезания в рамките на Олимпийските игри.
Терминът „спорт“ в дефиницията на МОК се отнася до всички състезания ръководени от една отделна спортна федерация и често се различава от общоприетото значение на думата спорт. За да стане един спорт олимпийски, той трябва да бъде широко практикуван по света и да бъде управляван от съответна международна федерация, която да съблюдава придържането му към Олимпийската харта.
Някои спортни федерации ръководят различни по същността си видове спорт. Такива са например плувните спортове, които включват водна топка, плуване, скокове във вода и синхронно плуване или ски спортовете, които включват алпийски ски, ски бягане, ски скокове, северна комбинация, сноуборд и ски свободен стил.

## Летни олимпийски спортове
- Академично гребане
- Бадминтон
- Баскетбол
- Бокс
- Борба
  - Свободна борба
  - Класическа борба
- Вдигане на тежести
- Ветроходство
- Гимнастика
  -  Спортна гимнастика
  -  Художествена гимнастика
  -  Скокове на батут
- Кану-каяк
  -  Кану-каяк
  -  Воден слалом
- Волейбол
  -  Волейбол
  -  Плажен волейбол
- Голф
- Джудо
- Плувни спортове
  -  Водна топка
  -  Плуване
  -  Скокове във вода
  -  Синхронно плуване
- Колоездене
  -  BMX
  -  Колоездене на писта
  -  Планинско колоездене
  -  Шосейно колоездене
- Лека атлетика
- Конен спорт
  - Обездка
  - Прескачане на препятствия
  - Всестранна езда
- Модерен петобой
- Ръгби
- Спортна стрелба
- Стрелба с лък
- Тенис
- Тенис на маса
- Триатлон
- Таекуондо
- Фехтовка
- Футбол
- Хандбал
- Хокей на трева

## Зимни олимпийски спортове
- Биатлон
- Бобслей
  -  Бобслей
  -  Скелетон
  -  Спускане с шейнички
- Кънки спортове
  -  Бързо пързаляне с кънки
  -  Фигурно пързаляне
  -  Шорттрек
- Ски спортове
  -  Ски алпийски дисциплини
  -  Северна комбинация
  -  Ски бягане
  -  Ски скокове
  -  Сноуборд
  -  Ски свободен стил
- Кърлинг
- Хокей

## Изключени спортове
В скоби са указани годините когато спортът е бил включен в програмата
- Баскска пелота (1900)
- Бейзбол (1992 – 2008)
- Водно-моторни спортове (1908)
- Же-де-пом на (1908)
- Крикет (1900)
- Крокет (1900)
- Лакросс (1904, 1908)
- Теглене на въже (1900 – 1920)
- Поло (1900, 1908, 1920, 1924, 1936)
- Роки (спорт) (1904)
- Ракетс (1908)
- Софтбол (1996 – 2008)